# مخيم العرش
مخيم العرش هو مخيم فلسطيني تأسس في لبنان عام 1950 في بلدة عدلون التابعة لقضاء صيدا في محافظة الجنوب، والتي تبعد نحو مسافة 61 كيلومتر عن العاصمة اللبنانية بيروت وتبعد نحو 20 كلم عن مدينة صيدا. تحول مخيم العرش في عام 1982 إلى ما يشبه المدينة الصغيرة ولم يعد مُخيمًا، وبالتالي فهو غير معترف به رسميا كمخيم في الوقت الحالي من منظمة وكالة الأمم المتحدة لإغاثة اللاجئين الأونروا.

## لمحة تاريخية
أنشئ مخيم العرش في عام 1950 عقب نكبة فلسطين عام 1948 على أراضي تابعة لمديرية الأثار اللبنانية بعدما سكنه بعض النازحين من القرى والمدن الفلسطينية المهجرة وأنشأوا على أرضه أكواخًا خشبية وبيوتًا من الصفيح والطين والزينكو. توالى نزوح اللاجئين الفلسطينيين إلى المخيم تدريجيا خلال سنوات ما بعد النكبة الفلسطينية، وفي عام 1982 تحول مخيم العرش الى ما يشبه المدينة الصغيرة، وبنيت فيه أبنية من الباطون لتحل محل بيوت الصفيح والتنك والطين، وسرعان ما حولتها أموال الشباب الذين هاجروا الى المانيا والولايات المتحدة الأمريكية الى بنايات شاهقة وبيوت متعددة الطوابق، ولم يعد مخيماً.

## الخصائص السكانية
سكن مخيم العرش في البداية بعض الفلسطينيين النازحين من القرى والمدن الفلسطينية المهجرة الواقعة في شمال فلسطين بعد حرب عام 1948، ثُم توافدت على المخيم بعد ذلك عائلات نزحت من القرى اللبنانية السبع.